# Volkswagen K 70

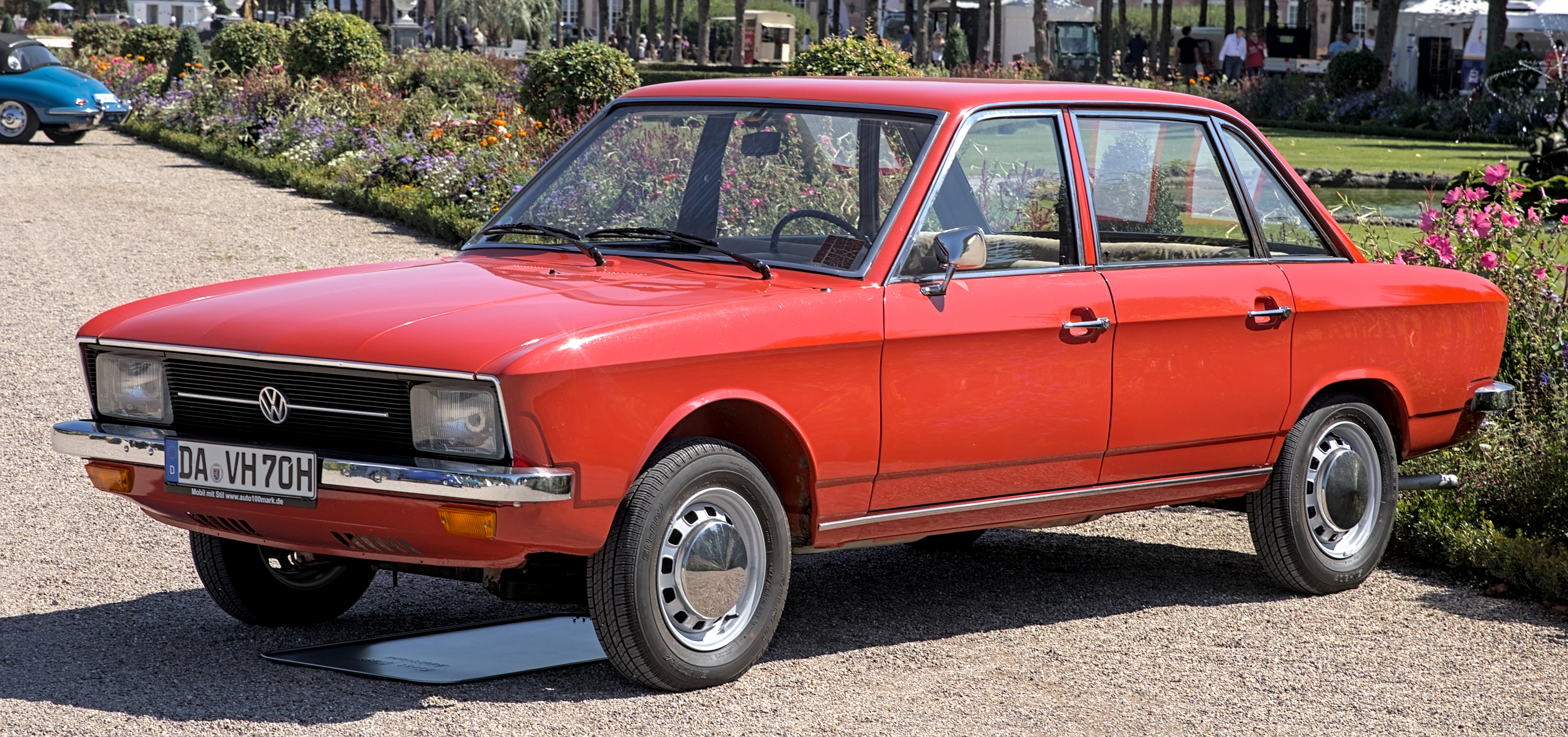
Volkswagen K 70

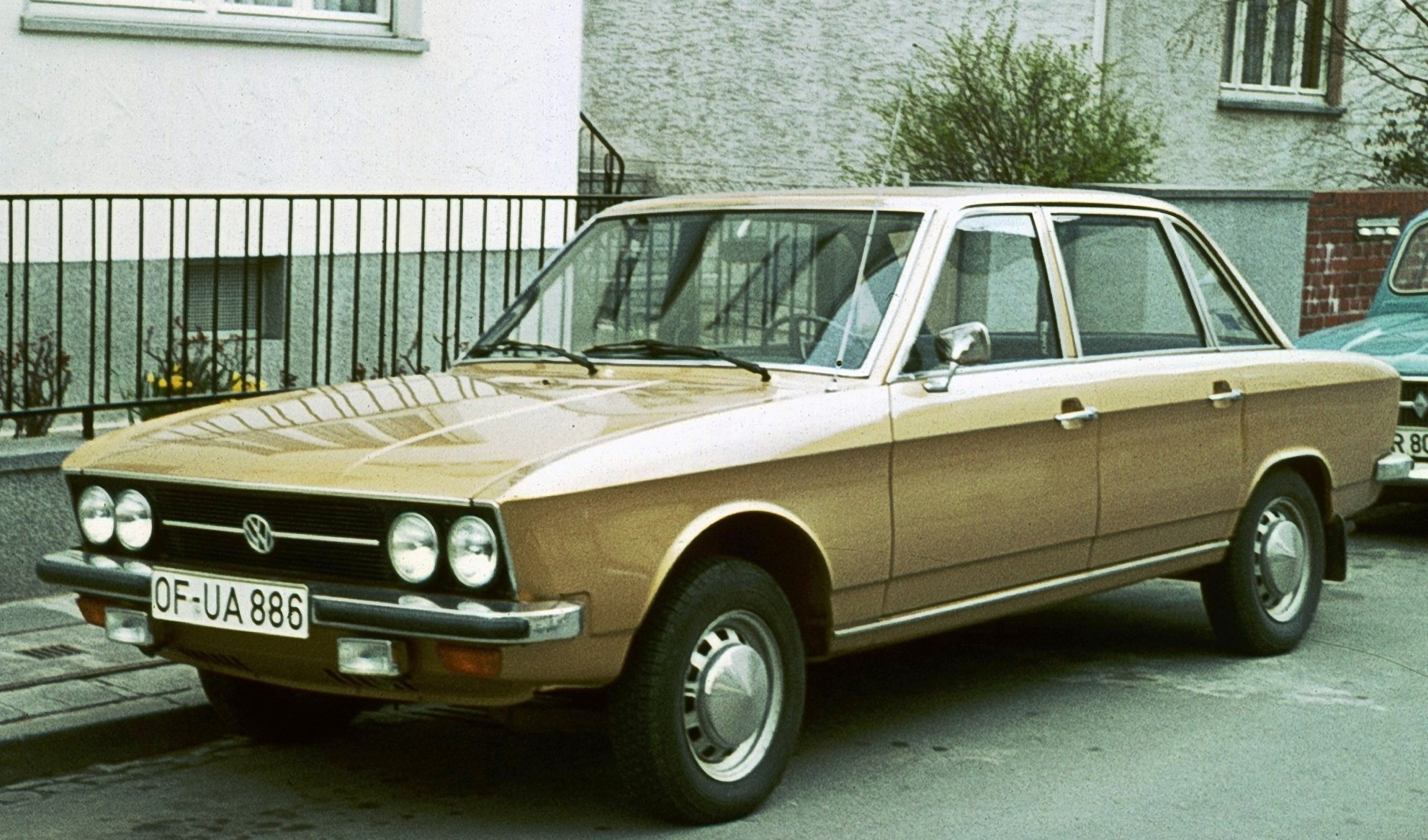
Volkswagen K 70

Volkswagen K 70 med intern modellbeteckning: Typ 48. Modellen var ursprungligen NSU K70 men blev en del av Volkswagens modellprogram. Det var Volkswagens första framhjulsdrivna, vattenkylda frontmotormodell. K 70 markerar Volkswagens omsvängning på det tekniska området om än utvecklad av NSU. K70 tillverkades 1970–1975 i 211 127 exemplar.

## Historia
Modellen utvecklades av NSU Motorenwerke AG efter att styrelsebeslut 12 januari 1965. Utvecklingsarbetet leddes av NSU:s utvecklingschef Ewald Praxl, tillsammans med Claus Luthe. Modellen skulle vara en fyradörrarsmodell och en kombiversion. Modellen skulle fungera som ett komplement till den större RO 80. År 1967 orsakade NSU en sensation på den stora bilutställningen IAA i Frankfurt am Main med NSU Ro 80, en framhjulsdriven, 4-dörrars bil med wankelmotor.
Karossformen var kantig och hög, vilket tillsammans med framhjulsdrivningen gav goda kupéutrymmen och även bagagerummet var rymligt för en sedanmodell. Komforten var också bra jämfört med många samtida bilar, även om den höga tyngdpunkten gjorde att man fick stå ut med att den krängde en del i kurvorna.
K 70 hette från början RO 70, men på grund av problemen med Wankelmotorn på den större modellen, ändrades konceptet till en vanlig kolvmotor. Ett av de största problemen med wankelmotorn var tätningslisterna på vridkolven, vilka kan jämföras med kolvringarna i en konventionell motor. En rolig detalj som var vanlig i Tyskland, i slutet på 60-talet var att när två NSU RO 80 möttes på vägen, så satte förarna upp ett, två eller tre fingrar, för att visa hur många gånger han fått byta motor. Senare fick VW:s tekniker ordning på täthetsproblemen, men då var det för sent.

### Teknik
NSU RO 70 fick alltså en konventionell kolvmotor på 1600 cm³, längsmonterad, egentligen ett arv från de mindre NSU-bilarna 1100 och 1200, vilka hade motorn bak. En ovanlig detalj är att motorn har åtta stycken små ventilkåpor, en för varje vipparm. Tanken var att wankelmotor skulle introduceras vid ett senare tillfälle. Det blev tvunget att byta namn på bilen eftersom RO stod för rotationsmotor. Bilen fick istället namnet K 70, eftersom den hade en konventionell kolvmotor.
Bilen var tekniskt avancerad för sin tid. Den hade aluminiummotor, och skivbromsarna var placerade inne vid växellådan för att minska den ofjädrade vikten. En stor nackdel med den bromsplaceringen var överhettning av bromsarna på grund av dålig kylning och svårigheterna vid byte av bromsskivor. 
Motorn placerades i längsgående riktning och lutad åt höger. Koppling och växellåda var monterade bakom motorn och differentialen under motorn. Det hela gjorde att man fick ett kompakt drivpaket och mycket av vikten över framhjulen. I sin tur gjorde det att bilens innerutrymmen blev större, men samtidigt tvingade denna konstruktion fram en hög placering av motorn som gav en högre bil och ogynnsam tyngdpunkt. 
Framvagnen var av typ McPherson, och bakvagnen en rörkonstruktion upphängd i gummiblock. Olika prototyper visades upp, och många väntade spänt på den stora visningen och produktionsstarten som snart skulle komma. Men det kom ingen NSU K70 till den väntade premiärvisningen på Genèvesalongen, som skulle ha skett i mars 1969.

### Volkswagen K70
Redan 1964 blev Volkswagenwerk huvudägare i Auto Union och då den firman slogs ihop med NSU, var det alltså Volkswagen som tog kontrollen. Produktionen blev uppskjuten tillsvidare då Volkswagens ledning inte ville starta med tillverkning i NSU:s fabrik i Neckarsulm, på grund av kapacitetsproblem inför den förväntade efterfrågan av den nya modellen. Allt flyttades till Volkswagens nya fabrik i Salzgitter. Det man kan säga i dag är att det var en stor merit för NSU:s tekniker att konstruera en helt ny bil, som Volkswagenwerk med sin stora erfarenhet, expertis och designers accepterade helt fullt och fast. Utan att ändra något överhuvudtaget, det enda som VW lade till på bilen var ett VW-märke i kylargrillen, det kom ej heller något VW-märke någon annanstans på den bilen. Till och med navkapslarna var av en speciell modell, och ej av den standardiserade typen av kapslar som normalt var på andra VW-modeller. VW K70 debuterade på Bilsalongen i Paris i oktober 1970. 
En kuriositet är att Volkswagen startade med att tillverka sin första framhjulsdrivna, sin första frontmotormodell, och sin första vattenkylda bil, och den bilen hade man köpt färdig. Inom koncernen konkurrerade K70 med Audi 100 och med Volkswagen 411 som presenterades ett år tidigare. Alla dessa var i samma storlek och såldes av samma bilhandlare.  
Efter en kort 1975 års modell lades produktionen ner i december 1974. När produktionen upphörde hade det tillverkats endast 211 127 exemplar av modellen VW K 70. 

### Modellförändringar
Karossen var självbärande med fyra dörrar, och bilen hade ett enormt bagageutrymme på 585 liter. Det infördes en del ändringar på 1972 års modell, bland annat fick bilen samma typ av stolar som var i VW 411.  Det blev också en del yttre ändringar, kraftigare stötfångare och bilen blev utrustad med Diagnoskontakt, VW:s nya sätt att konditionsbestämma bilen vid service. På 1973 års modell ändrades fronten och på L-modellen satt det runda strålkastare i stället för de stora ovala. 
Klagomål på den svaga 1,6-litersmotorn gjorde att man tog fram en 90-hästars 1,8-litersmotor. Det gjorde tyvärr att bränsleförbrukningen som redan var en svag punkt blev ännu högre. Till skillnad från Volkswagen 411/412 som fick bränsleinsprutning fortsatte K70 att enbart tillverkas med förgasarmotor.  

### Modellen i Sverige
Till Sverige importerades cirka 12 200 bilar, under åren 1971-1974. Några anledningar till den dåliga försäljningen kunde vara att VW K 70 inte var märkets enda bil i klassen, VW hade 411/412 i samma storleksklass, ända till juli 1974. Trots att K70 var modernare och rymligare var många potentiella kunder misstänksamma efter att NSU Ro80 hade floppat kvalitetsmässigt. Dessutom hade VW 412 trots sin omoderna konstruktion minst lika goda prestanda och bättre bränsleekonomi. Märkeshandlarna var också sedan många år inställda på att argumentera för bakhjulsdrivna bilar med luftkyld svansmotor. Efter augusti 1973 hade VW Passat kommit på marknaden. Det gjorde att K70 fick svårare intern konkurrens och försäljningen minskade.
År 1974 såldes det två versioner av K 70 i Sverige, den ena kallades bara för K70 och den andra K70 LS. LS-modellen hade fått strålkastarrengöring, dubbla strålkastare av halogentyp, ratten från VW 412 LS av säkerhetstyp, motorn hade fått 10 extra hästkrafter. Bilen kunde beställas med sportstolar och med fälgar för bredare däck.
Modeller som såldes i Sverige var:
- VW K70, med en 1,6 l motor på 75 hk. Producerades från augusti 1970 till februari 1974.
- VW K70 L, med 1,6 l motor på 90 hk. Producerades från augusti 1970 till juli 1973.
- VW K70 LS med en motor på 1,8 l och 100 hk. I produktion från augusti 1973 till mars 1974.
- VW K 70 S, såldes dock aldrig i Sverige, den hade samma motor som LS.